# Charles Xavier
Charles Francis Xavier (també anomenat Professor X) és un personatge de ficció de còmic pertanyent a l'Univers Marvel, un telèpata d'alt nivell, entre els mutants més poderosos del món, fundador i líder dels X-Men i postulant l'anomenat somni de Xavier. Va ser creat per Stan Lee i Jack Kirby i va aparèixer per primera vegada en el número 1 de la col·lecció de còmics Uncanny X-Men vol. 1, al setembre de 1963.
Al llarg de la majoria de la seva història Xavier és paraplègic (i durant la sèrie Wolverine and the X-Men s'està inconscient durant 21 anys), encara que compta amb la ment mutant més poderosa del món. Com telèpata que és, Xavier pot llegir, controlar i influir en la ment humana. És un geni científic amb una habilitat sobrehumana per absorbir informació, sent a més una autoritat líder en genètica, mutació i poders psíquics.
La missió de Xavier és promoure l'afirmació pacífica dels drets mutants, intervenir la coexistència pacífica entre mutants i humans i protegir la societat dels mutants perillosos, incloent al seu vell amic Magneto. Per aconseguir el seu objectiu, ha fundat l'Escola Xavier per a Joves Talents (més tard anomenada Institut Xavier) per ensenyar als mutants a explorar i controlar els seus poders. Els seus estudiants el consideren un visionari i sovint es refereixen a la seva missió com el Somni de Xavier. El seu primer grup d'estudiants van ser els X-Men originals.
En els còmics, els X-Men poques vegades actuen si no és sota les ordres de Xavier. A més, apareix en les sèries d'animació dels X-Men i en molts videojocs, encara que en aquests només com a secundari. Patrick Stewart és l'actor que l'interpreta a les pel·lícules de l'any 2000, i posa la veu al personatge en alguns dels videojocs (incloent alguns no vinculats directament a l'argument i desenvolupament de les pel·lícules). James McAvoy va interpretar al personatge en la pel·lícula de 2011 X-Men: First Class.
A la saga cinematògrafica X-Men, Charles Xavier ha estat interpretat primer per l'actor Patrick Stewart (de vell) i James McAvoy (de jove). A la sèrie televisiva Legion, el va interpretar Harry Lloyd.

## El somni de Xavier
El somni de Xavier és la filosofia creada i defensada per Charles Xavier, en què postula la coexistència pacífica entre humans (Homo sapiens) i mutants (Homo superior). Aquesta filosofia de vida és seguida i defensada pels deixebles de Xavier, els X-Men.
El caràcter de Xavier ha estat comparat amb Martin Luther King durant el Moviment pels drets civils als Estats Units.